# Ian Goodfellow
Ian J. Goodfellow (1987 ) is een onderzoeker op het gebied van machinaal leren, en was in 2020 werkzaam bij Apple Inc.. Hij was eerder in dienst als onderzoeker bij Google Brain. Goodfellow leverde diverse wetenschappelijke bijdragen op het gebied van deep learning.